# عبد الحافظ الكعابنة
عبد الحافظ مرعي الكعابنة (1937 -25 مارس 2016) الرئيس الأسبق لهيئة الأركان المشتركة للقوات المسلحة الأردنية في الفترة من عام 1993 ولغاية العام 1999، والمستشار العسكري للملك عبد الله الثاني، وعضو مجلس الاعيان الأردني في دوراته المختلفة من العام 2001 ولغاية 2010. ولد في مأدبا جنوب العاصمة الأردنية عمان التحق بالقوات المسلحة الأردنية في العام 1954، ، يحمل رتبة مشير وهي أعلى رتبة عسكرية شغل العديد من الوظائف في القوات المسلحة الأردنية من أهمها مساعداً لآمر كلية القيادة والأركان الملكية الأردنية مديراً للتدريب العسكري ، مديراً للاستطلاع، مساعد رئيس هيئة الأركان المشتركة للاستخبارات،  كرمته دولة الإمارات العربية المتحدة في العام 2012 لدوره في تطوير كلية زايد الثاني العسكرية حيث كان قائداً لها من العام 1975 إلى العام 1978.

## المؤهل العلمي
دراسات عسكرية في الكلية العسكرية الملكية 1956
دراسات عسكرية كلية القيادة والأركان 1966
دراسات عسكرية كلية القيادة والأركان/باكستان 1969
دراسات عسكرية كلية الدفاع الملكية/بريطانيا 1981

## المناصب[4]
- قائد فصيل في القوات المسلحة 1956
- أركان حرب كتيبة 1958
- مدرب في مدرسة الهندسة 1960
- قائد سريه 1964
- ركن أول إدارة 1967
- مساعد قائد كتيبة 1968
- معلم في كلية القيادة والأركان 1970
- رئيس معلمين في كلية القيادة والأركان 1971
- ركن أول عمليات 1972
- قائد هندسة فرقه 1973
- قائد الكلية العسكرية في الإمارات العربية 1974
- مدير استطلاع في القوات المسلحة 1982
- مساعد رئيس هيئة الاركان المشتركة 1984
- رئيس هيئة الاركان المشتركة 1993
- مستشار عسكري للملك 1999
- عضو في مجلس الأعيان التاسع عشر 2001-2003
- عضو في مجلس الأعيان العشرون 2003-2005
- عضو في مجلس الأعيان الحادي والعشرين 2005-2007
- عضو في مجلس الأعيان الثاني والعشرين 2007-2009
- عضو في مجلس الأعيان الثالث والعشرين 2009-2010

## الأوسمة

### الاوسمة الأردنية
- وسام الاقدام العسكري (الشجاعة)
- وسام الكرامة
- وسام الاستحقاق العسكري من الدرجة الأولى
- وسام الاستحقاق العسكري من الدرجة الثانية
- وسام الاستقلال من الدرجة الأولى
- وسام الاستقلال من الدرجة الثانية
- وسام الكوكب من الدرجة الأولى
- وسام الكوكب من الدرجة الثانية
- وسام النهضة من الدرجة الأولى
- وسام النهضة من الدرجة الثانية

### الاوسمة الأجنبية
الوسام العسكري من الدرجة الأولى من: النمسا، هولندا، تركيا، اندونيسيا، أبوظبي، أمريكا، فرنسا، اسبانيا